# Войса
Войса (біл. Войса) — озеро в Браславському районі Вітебської області на півночі Білорусі. Розташоване за 4 км на північний схід від Браслава. Належить до групи Браславських озер.
Озеро розташоване у басейні річки Друйка. Площа озера становить 4,88 км². Найбільша глибина озера — 9,1 м. Довжина — 3,75 км, найбільша ширина — 1,6 км. Довжина берегової лінії — 15,2 км. Об'єм води в озері складає 14,16 млн м³, площа водозбору озера — 249 км².
На озері розташовані 4 острови, загальною площею 0,11 км².
Озеро входить у зону відпочинку «Браслав». Біля озера проходить туристичний маршрут.